# Cédric Varrault
Cédric Varrault (ur. 30 stycznia 1980 w Blois) – piłkarz francuski grający na pozycji lewego obrońcy.

## Kariera klubowa
Varrault jest wychowankiem amatorskiego klubu o nazwie Rapid de Menton. Następnie trafił do OGC Nice, a w 1999 roku awansował do kadry pierwszego zespołu. 12 maja 2000 roku zadebiutował w jego barwach w Ligue 2 w wygranym 3:1 domowym spotkaniu z FC Lorient. W sezonie 2000/2001 awansował z drużyną z Nicei do Ligue 1 i wtedy też zaczął regularnie występować w pierwszym składzie zespołu. 17 sierpnia 2002 roku zdobył pierwszego gola w ekstraklasie, w wygranym 3:0 wyjazdowym meczu z Lille OSC. Z kolei w 2006 roku awansował wraz z Nice do finału Pucharu Ligi Francuskiej, który piłkarze z Lazurowego Wybrzeża przegrali 1:2 z AS Nancy. W drużynie Nice Varrault występował do końca sezonu 2006/2007 i rozegrał dla tego klubu 209 ligowych meczów, w których zdobył łącznie 4 gole.
W lipcu 2007 roku Varrault przeszedł za sumę 800 tysięcy euro do AS Saint-Étienne, z którym podpisał trzyletni kontrakt. W ASSE swój debiut zaliczył 4 sierpnia w meczu za AS Monaco (1:1). Na koniec sezonu 2007/2008 zajął z „Zielonymi” 5. miejsce w rozgrywkach Ligue 1.
W 2010 roku Varrault przeszedł do greckiego Panioniosu GSS.
Od 2011 występuje dla Dijon FCO.
| Sezon   | Klub             | Kraj    | Rozgrywki     | Mecze | Bramki | Rozgrywki Europy | Mecze | Bramki |
| ------- | ---------------- | ------- | ------------- | ----- | ------ | ---------------- | ----- | ------ |
| 1999/00 | OGC Nice         | Francja | Division 2    | 1     | 0      | -                | -     | -      |
| 2000/01 | OGC Nice         | Francja | Division 2    | 12    | 0      | -                | -     | -      |
| 2001/02 | OGC Nice         | Francja | Division 1    | 32    | 0      | -                | -     | -      |
| 2002/03 | OGC Nice         | Francja | Ligue 1       | 35    | 1      | -                | -     | -      |
| 2003/04 | OGC Nice         | Francja | Ligue 1       | 37    | 1      | -                | -     | -      |
| 2004/05 | OGC Nice         | Francja | Ligue 1       | 32    | 0      | -                | -     | -      |
| 2005/06 | OGC Nice         | Francja | Ligue 1       | 28    | 0      | -                | -     | -      |
| 2006/07 | OGC Nice         | Francja | Ligue 1       | 32    | 2      | -                | -     | -      |
| 2007/08 | AS Saint-Étienne | Francja | Ligue 1       | 24    | 1      | -                | -     | -      |
| 2008/09 | AS Saint-Étienne | Francja | Ligue 1       | 27    | 0      | -                | -     | -      |
| 2009/10 | AS Saint-Étienne | Francja | Ligue 1       | 23    | 1      | -                | -     | -      |
| 2010/11 | Panionios GSS    | Grecja  | Alpha Ethniki | 12    | 0      | -                | -     | -      |
| 2011/12 | Dijon FCO        | Francja | Ligue 1       | 24    | 0      | -                | -     | -      |
| 2012/13 | Dijon FCO        | Francja | Ligue 2       | 15    | 0      | -                | -     | -      |

Stan na: 17 stycznia 2013 r.